# Moreno (futebolista)
Moreno, (Guimarães - Urgezes, 19 de Agosto de 1981) é um ex-futebolista português.
Atuou preferencialmente a médio defensivo, mas também é utilizado a defesa central.
É atualmente treinador do Desportivo de Chaves.